# Xiuxiong Chen
Xiuxiong Chen, auch Xiu Xiong Chen, (* im Gebiet Qingtian, Volksrepublik China) ist ein chinesisch-US-amerikanischer Mathematiker, der sich mit Differentialgeometrie und partiellen Differentialgleichungen befasst.

## Leben
Chen studierte ab 1982 Mathematik an der University of Science and Technology mit dem Bachelor-Abschluss 1987. Anschließend studierte er bei Peng Jiagui an der Chinesischen Akademie der Wissenschaften mit dem Master-Abschluss und ging 1989 an die University of Pennsylvania, an der er 1994 bei Eugenio Calabi promoviert wurde (Dissertation: Extremal Hermitian Matrices with Curvature Distortion in a Riemann Surface).  Als Post-Doktorand war er bis 1996 Instructor an der McMaster University und bis 1998 als Fellow der National Science Foundation an der Stanford University. 1998 wurde er Assistant Professor an der Princeton University und 2002 Associate Professor an der University of Wisconsin-Madison, an der er 2005 eine volle Professur erhielt. 2010 wurde er Professor an der State University of New York at Stony Brook.
2006 gründete er die Pacific Rim Conference on Complex Geometry an der chinesischen University of Science and Technology.
2015 wurde er Fellow der American Mathematical Society. 2002 war er eingeladener Sprecher auf dem Internationalen Mathematikerkongress in Peking (Recent progress in Kähler geometry). 2016 wurde er Simons Fellow und 2019 erhielt er den Simons Investigator Award.
2019 erhielt er den Oswald-Veblen-Preis mit Song Sun (seinem ehemaligen Doktoranden) and Simon Donaldson für ihren Beweis, dass Fano-Mannigfaltigkeiten, das heißt kompakte Kähler-Mannigfaltigkeiten mit positiver erster Chernklasse, genau dann Kähler-Einstein-Metriken zulassen, wenn sie K-stabil sind. Damit lösten sie eine seit den 1980er Jahren offene Vermutung von Shing-Tung Yau, die später von Simon Donaldson basierend auf Arbeiten von Gang Tian präzisiert wurde. Andere Forschungsthemen waren Ricci-Fluss und partielle Differentialgleichungen wie die Monge-Ampère-Gleichung.

## Schriften (Auswahl)
- The space of Kähler metrics, J. Differential Geom., Band 56, 2000, S. 189–234.
- mit Gang Tian: Ricci flow on Kähler-Einstein surfaces, Inventiones Mathematicae, Band 147, 2002, S. 487–544
- mit Gang Tian: Ricci Flow on Kähler-Einstein manifolds, Duke Math. J., Band 131, 2006, S. 17–73
- mit Gang Tian: Geometry of Kähler metrics and foliations by holomorphic discs, Publ. Math. Inst. Hautes Études Sci., Nr. 107, 2008, S.  1–107.
- mit Song Sun, Simon Donaldson: Kähler-Einstein metrics on Fano manifolds, 3 Teile, J. Amer. Math. Soc., Band  28, 2015, S. 183–197, 199–234, 235–278.
- mit S. Sun, B. Wang: Kähler-Ricci flow, Kähler-Einstein metric, and K-stability, Geometry & Topology, Band 22, 2018, S. 3145–3173.